# Chad Hurley
Chad Meredith Hurley, född 24 januari 1977, är en av grundarna och VD på videodelningssidan Youtube, en av de största leverantörerna av videofilmer på Internet. I oktober 2006 sålde han Youtube för 1,65 miljarder amerikanska dollar till Google.
Enligt en artikel i Wall Street Journal (10 oktober 2006) har han arbetat på eBays PayPal. Hans arbetsuppgift var där att konstruera PayPals logotyp. Senare startade han Youtube med sina förra PayPal-kollegor Steve Chen och Jawed Karim.
Chad Hurley växte upp nära Birdsboro i Pennsylvania. Han utexaminerades från Twin Valley High School, Elverson 1995. Under utbildningen hörde Hurley talas om det nya företaget PayPal som skulle göra det möjligt att skicka pengar mellan datorer. Hurley skickade in sitt CV och kallades till anställningsintervju. När han flög till Kalifornien, blev han ombedd att designa en logotyp för att visa sina färdigheter inom konst. Resultatet blev dagens PayPal-logotyp.
Under sin tid på PayPal träffade han Steve Chen och Jawed Karim, två PayPal-ingenjörer som han delgav sina idéer. År 2002 när eBay köpte PayPal för $ 1,54 miljarder, fick Hurley en bonus som han kunde använda för att finansiera sin framtida satsning.
Youtube skapades när grundarna (Hurley, Chen och Karim) ville dela några videor från en middag med vänner i San Francisco i januari 2005. Att skicka filmerna med e-post gick inte så bra eftersom de var för stora. Så de skapade ett enklare sätt. Webbplatsen blev snabbt en av de populäraste på Internet.

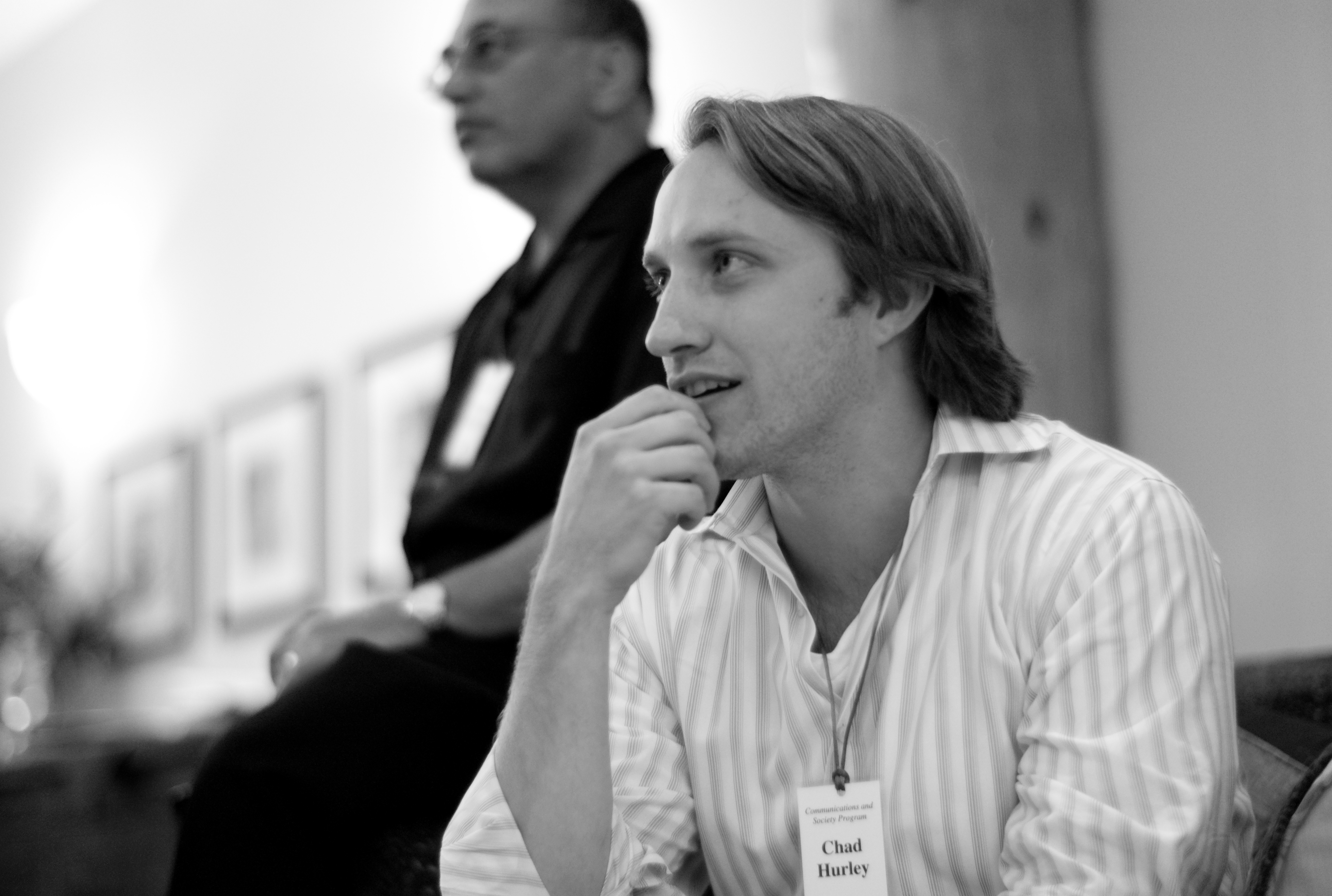
Chad Hurley 2007